# 1/I Gruziński Batalion Polowy
I/1 Gruziński Batalion Polowy (niem. Georgisches Feld-Bataillon I/1, ros. I/1-й грузинский батальон) – oddział wojskowy Wehrmachtu złożony z Gruzinów podczas II wojny światowej

## Historia
Batalion został sformowany 7 stycznia 1943 r. na okupowanej Ukrainie na bazie III Batalionu Rezerwowego, istniejącego od października 1942 r. Miał pięć kompanii. Na jego czele stał kpt. Mörler. Wchodził formalnie w skład Legionu Gruzińskiego. Był przeznaczony dla niemieckiej 1 Dywizji Strzelców Górskich, ale z powodu odwrotu Niemców z Kaukazu na początku 1943 r., batalion na początku maja tego roku podporządkowano Grupie Armii Środek. Na początku listopada został przeniesiony pod zwierzchnictwo 9 Armii, a wkrótce potem rozbrojony i rozwiązany.